# Johann Adam Grüsner

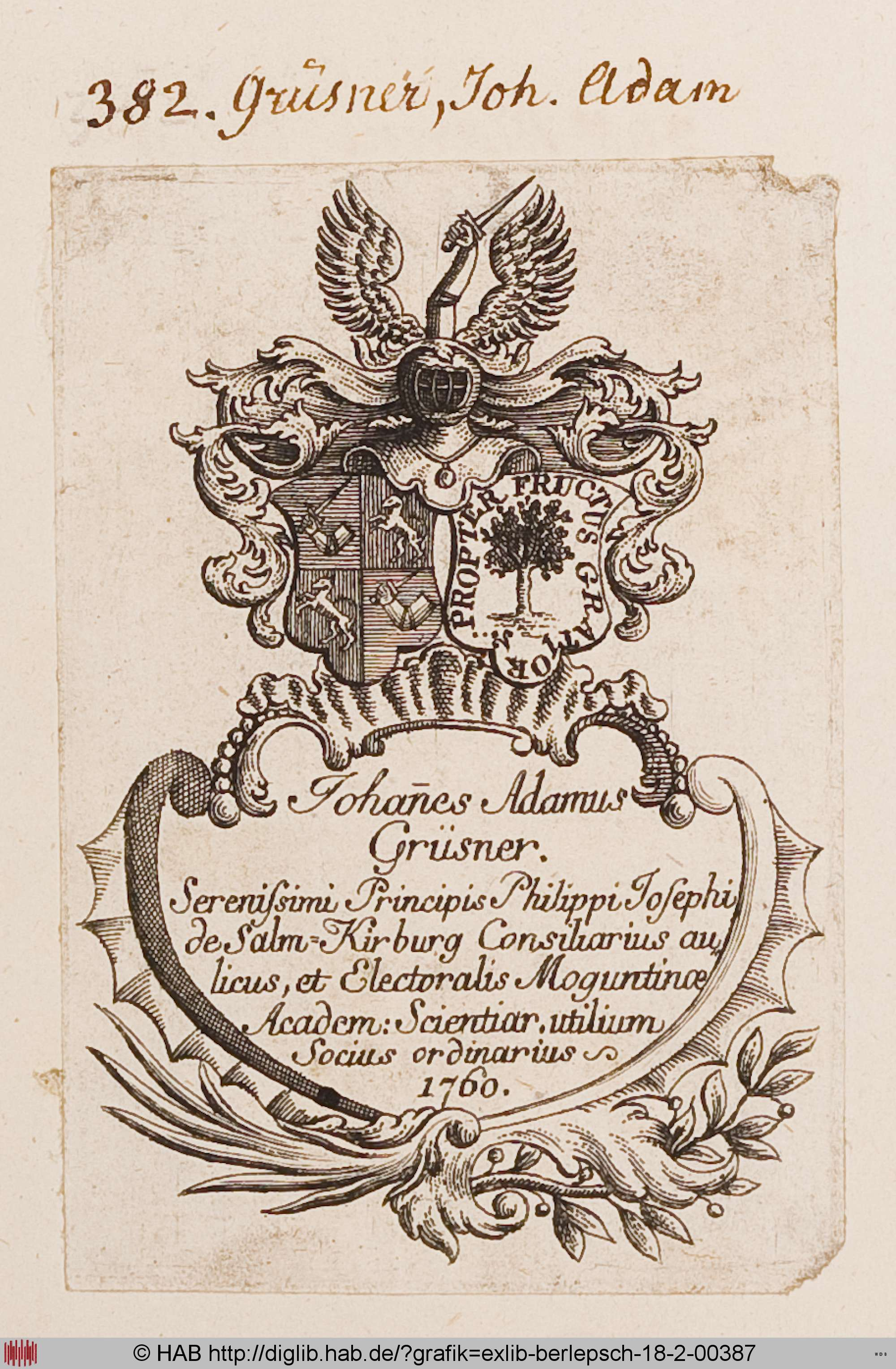
Wappen (Exlibris) des Johann Adam Grüsner, 1760

Johann Adam Grüsner (* um 1719 in Kirn oder Erfurt; † 20. August 1784 in Kirn) war ein Verwaltungsjurist und Historiker im Dienst der Fürsten von Salm-Kyrburg in Kirn.

## Leben
Johann Adam Grüsner stammte aus Kirn. Seine Eltern waren Adam Caspar Grüsner und Christina Dehn (* 1698/1700; † 1773).
Die Familie seiner Mutter stammte ab von Pastor Dehn in Osterode am Harz und dessen Sohn Cyriacus Dehn zu Erfurt.
Johann Adam Grüsner studierte Philosophie und Rechtswissenschaft an der Universität Erfurt. 1736 verteidigte er unter dem Vorsitz des Professors der Metaphysik und Theologie Pater Bonifatius Leslie OSB (1701–1779) Disputationsthesen über das „Individuum“.
1748 wurde Johann Adam Grüsner Rat des Fürsten Philipp Josef, Wild- und Rheingraf von Salm-Kyrburg, Herrn zu Neufville-Leuze. Als Fürstlich Salm-Kyrburger Hofrat wurde er später Direktor der salmschen bzw. wild- und rheingräflichen (gemeinschaftlich Salm-Kyrburg und Salm-Salm) Lehenskanzlei in Kirn. Grüsner verfügte in Kirn über eine fast vollständige rheingräfliche „Deductionssuite“ und darüber hinaus über eine 20-bändige Sammlung von weiteren „Deductionen“ (Rechtsgutachten). Insbesondere in den Erbschaftsstreitigkeiten, die sich nach dem Tod des wenige Monate alten Friedrich Wilhelm von Salm-Püttlingen (*/† 1750) entwickelten, sind ausführliche juristisch-historische Untersuchungen angestellt und publiziert worden. Friedrich Wilhelm von Salm-Püttlingen galt nach dem Tod des Wild- und Rheingrafen Johann Philipp von Salm-Dhaun (1724–1742) als letzter männlicher Nachkomme des Adolf Heinrich von Salm-Dhaun (1557–1606) und damit als der letzte Rheingraf von Dhaun. Die Rheingrafen von Salm-Grumbach und Salm-Rheingrafenstein ließen von Johann Jacob Reinhard und Johann Martin Kremer (1718–1793) Gutachten erarbeiten, um in den Besitz der Hälfte der Herrschaft Dhaun zu gelangen. Gegengutachten der Fürsten von Salm-Salm und Salm-Kyrburg stammen von Johann Ulrich von Cramer. Auch die juristischen Fakultäten der Universitäten Göttingen und Heidelberg erstellten 1757/58 Rechtsgutachten, insbesondere zur Frage einer möglicherweise eingetretenen „Totteilung“ der Rheingrafschaft. Nachdem das Reichskammergericht 1764 zugunsten der Rheingrafen von Salm-Grumbach und Salm-Rheingrafenstein entschieden hatte, gingen die Fürsten von Salm-Salm und Salm-Kyrburg in Revision. An einer rechtshistorischen Untersuchung zur Unterstützung der Revisionsklage war Johann Adam Grüsner beteiligt. Erst 1779/83 kam es zu einem Vergleich.
Johann Adam Grüsner war ordentliches Mitglied (socius ordinarius) der 1754 gestifteten Churfürstlich-Mayntzischen Gesellschaft oder Academie nützlicher Wissenschaften zu Erfurt, deren Devise „Propter fructus gratior (= der Früchte wegen verdienstvoller)“ er seinem Wappen beifügte (1760). 1776 wurde er auch zum außerordentlichen Mitglied der 1763 gegründeten Kurpfälzischen Akademie der Wissenschaften in Mannheim ernannt. Er ist der „katholischen Aufklärung“ zuzurechnen. Eine Lobrede, die Fürst Friedrich III. von Salm-Kyrburg auf seinen verstorbenen Vater Fürst Philipp Joseph verfasst und in Kirn am 20. Juni 1779 hatte verlesen lassen, sandte Grüsner an den Herausgeber der Pfalzbaierischen Beiträge zur Gelehrsamkeit Christian Friedrich Schwan, der sie 1782 veröffentlichte.
Hofrat Johann Adam Grüsner bewohnte nach 1778/79 unentgeltlich ein von Fürst Johann Dominik Albert von Salm-Kyrburg dem Sekretär Ludwig Hohlinger abgekauftes Haus an der Hauptstraße zwischen der Toten Gasse (heute Sackgasse) und dem Evergäßchen (heute Übergasse, Nr. 8a: „Haus Holinga“), das von 1757 bis etwa 1765 als erstes Schulgebäude des Piaristenkollegs Kirn gedient hatte. 1778 beabsichtigte man, im Gewölbe und einigen Räumen das Salm-Kyrburger Archiv unterzubringen. Das Gebäude, das noch Anfang des 19. Jahrhunderts das „Grüsnerische Haus“ genannt wurde, übertrug das  Départementsgericht Koblenz am 1. bzw. 18. Brumaire an XI (23. Oktober bzw. 9. November 1802) einem Gläubiger des minderjährigen Friedrich IV. von Salm-Kyrburg, Christian Joseph Linz (1745–1813), der es für 1050 Gulden verkaufte.
„Adam Griesner, Intimus (= Geheimrat) d[er] H[erren] von Salm Kyrburg“, starb am 20. August 1784 ledig in Kirn. Grüsners Nachfolger als Kanzleidirektor wurde zunächst 1784 der Hofrat Johann Philipp Manz, zweiter Nachfolger 1787 Franz Xaver von Zwackh, ab 1789 kommissarisch wieder der inzwischen schon pensionierte Hofrat Manz. Johann Philipp Manz hatte 1752 in Kirn (Maria) Christina Grüsner (Griesnerin) († nach 1812) geheiratet, wahrscheinlich eine Schwester des Johann Adam Grüsner. Einer der Taufpaten des ersten Kindes Johann Nepomuk Joseph Thomas (1755–1758) von Johann Philipp Manz und Christina Griesner war Johann Adam Griesner.

## Veröffentlichungen als Historiker
Johann Adam Grüsner veröffentlichte Studien zu den Herren von Bolanden, den Herren von Limburg an der Lahn, den Dynasten von Hagen-Münzenberg, den Herren von Bickenbach und den Herren von Heinzenberg, mit deren Geschichte er sich im Zusammenhang des Erbschaftsstreits um die Rheingrafschaft beschäftigt hatte. Schwerpunkte seiner historischen Forschungen lagen auf den Gebieten der Diplomatik und der Genealogie. Die Arbeit über die Herren von Bolanden ließ er vor ihrer Veröffentlichung durch die Kurpfälzische Akademie der Wissenschaften prüfen. Eine geplante Geschichte des Klosters Ravengiersburg kam offenbar nicht mehr zu Stande, aber es finden sich Ausführungen zur Klostergeschichte in Grüsners Studie zum Geschlecht der herren von Heinzenberg. 1779 besuchten Grüsner und Stephan Alexander Würdtwein das nassauische Archiv in Weilburg, Grüsner für Recherchen über das Geschlecht von Falkenstein.
Nach der französischen Besetzung des Linken Rheinufers 1794 wurden die salmschen Residenzen in Grumbach, Dhaun, Kirn (Salm-Kyrburg) und Gaugrehweiler (Salm-Grumbach-Rheingrafenstein) zerstört bzw. aufgegeben. Die gräfliche Familie floh und erhielt im Reichsdeputationshauptschluss 1802/03 als Kompensation die Herrschaft Horstmar im Münsterland zugesprochen. In diesem Zusammenhang wurden auch die bisherigen rheingräflich-salmschen Archive geräumt und – unter Teilverlusten – erst auf das rechte Rheinufer, dann nach Coesfeld verbracht. Das Kyrburger Archiv in Kirn ist dabei größtenteils verlorengegangen, ein Restbestand der Wild- und Rheingräflichen Archive befindet sich seit 1921 im Fürstlich Salm-Salm'schen und Fürstlich Salm-Horstmar'schen gemeinschaftlichen Archiv in der Wasserburg Anholt. Die Publikationen von Grüsner, der viele Urkunden erstmals veröffentlichte, enthalten daher einiges Quellenmaterial, das im Original nicht mehr zugänglich ist.

## Wappen
Blasonierung: Schild geviert; in 1 und 4 auf blauem Grund ein geharnischter silberner oder natürlicher rechter Arm mit linksschrägem Schwert, in 2 und 3 auf rotem Grund ein steigender silberner Windhund.

## Werke
- Dissertatio logico-metaphysica de individuo, quam, pro exercitio disputatorio cum annexis parergis … praeside P. Bonifacio Leslie, Ord. S. Bened. Phil. et S. S. Theol. Doct. … defendet Joannes Adam. Grüsner Erfurtensis … XXVI. Junii, A. O. R. (= Anno Orbis Redemti) MDCCXXXVI. Johann Christoph Hering, Erfurt 1736 (Digitalisat der Bayerischen Staatsbibliothek München)
- (Mitarbeit)[15] Beurkundeter Inhalt der Fürstlich-Salm-Salmisch- und Salm-Kyrburgischen Revisions-Libellen. In causa citationis derer Herren Rheingrafen zu Grumbach und Rheingrafenstein contra die Herren Fürsten von Salm-Salm und Salm-Kyrburg, nunc revisionis. Worinnen … auch neuere mit LXVI. Urkunden bestärkte Beweise vorgetragen werden. o. O. 1773[35] (Google-Books)
- Verbessertes Stamm-Register des erloschenen Geschlechts derer Herren von Bolanden,[36] nebst dem erforderlichen Beweiß, auch einigen jetzo noch ungedruckten Urkunden, und dazu gehörigen Sigillen. (Diplomatische Beyträge 1). Andreä, Frankfurt am Main, Hanau und Leipzig 1775 (Google-Books)
- Erweiterte Nachrichten des erloschenen Geschlechts der Herren von Limpurg an der Lahn samt achtzehen bishero ungedruckten Urkunden. (Diplomatische Beyträge 2). Andreä, Frankfurt am Main, Hanau und Leipzig 1775 (Google-Books)
- Beyträge zur Geschlechtskunde der Minzenbergischen Dynasten in der Wetterau, welche in der Mitte des XIII. Jahrhunderts im Mannsstamm erloschen. (Diplomatische Beyträge 3). Andreä, Frankfurt am Main, Hanau und Leipzig 1776 (Google-Books)
- Bikkenbachisches Stamm-Register zur Ergänzung des in Schneiders Erpachischen Historie[37] befindlichen Entwurfs einer Bikkenbachischen Stammtafel mit verschiedenen noch zur Zeit im Druck nicht erschienenen Urkunden. (Diplomatische Beyträge 4). Andreä, Frankfurt am Main, Hanau und Leipzig 1777 (Google-Books)
- Geschlecht der herren von Heinzenberg. In: Historia et commentationes Academiae Electoralis scientiarvm et elegantiorvm litterarvm Theodoro-Palatinae, Bd. IV. Typis Academicis, Mannheim 1778, S. 402–473 (Google-Books), (Google-Books)